# 누벨프랑스
누벨프랑스(프랑스어: Nouvelle-France, 영어: New France)는 북아메리카에 있던 프랑스의 식민지이다. 영어식으로 '뉴프랑스'로도 부른다. 1534년 자크 카르티에가 세인트로렌스강을 탐험하기 시작한 이래, 1763년 프랑스가 누벨프랑스를 스페인과 대영제국에 할양할 때까지 지속되었다. 1712년의 전성기(위트레흐트 조약 전)때의 누벨프랑스의 영토는 뉴펀들랜드에서 로키산맥까지 그리고 허드슨만에서 멕시코만에 이르렀다.
이곳 영토는 5개의 행정구역으로 나뉘었다. 캐나다(Canada), 아카디, 허드슨만, 뉴펀들랜드 (플레상스) 그리고 루이지애나이다.

## 같이 보기
- 캐나다의 역사